# Villiers (metrostation)
Villiers is een station van de metro in Parijs langs metrolijnen 2 en 3, op de grens van het 8e en het 17e arrondissement. Het station is vernoemd naar de bovengelegen Avenue de Villiers, waarvan de naam is op zijn beurt is afgeleid van de buurtschap Villare uit de 17e eeuw, die hier in de buurt lag.

## Geschiedenis
Het station werd geopend op 21 januari 1903, enkele maanden na de uitbreiding van metrolijn 2 van station Étoile (het huidige station Charles de Gaulle - Étoile) tot station Anvers. In die eerste maanden reed de metro door het station zonder er te stoppen.
Toen metrolijn 3 op 19 oktober 1904 in dienst kwam, lagen de perrons op hetzelfde niveau als metrolijn 2. Vanaf 1905, bij de verlenging van de metrolijn naar Porte de Champerret, heeft men de sporen enkele meters moeten verlagen om zo metrolijn 2 te kunnen kruisen. Daardoor heeft het station een speciale structuur. De perrons van lijn 2 en lijn 3 liggen parallel, maar die van metrolijn 3 liggen enkele meters lager.

## Aansluitingen
- RATP-busnetwerk: een lijn
- Noctilien: twee lijnen

## In de omgeving
- Musée Cernuschi
- Musée Nissim-de-Camondo

Porte Dauphine · 
Victor Hugo · 
Charles de Gaulle - Étoile · 
Ternes · 
Courcelles · 
Monceau · 
Villiers · 
Rome · 
Place de Clichy · 
Blanche · 
Pigalle · 
Anvers · 
Barbès - Rochechouart · 
La Chapelle · 
Stalingrad · 
Jaurès · 
Colonel Fabien · 
Belleville · 
Couronnes · 
Ménilmontant · 
Père Lachaise · 
Philippe Auguste · 
Alexandre Dumas · 
Avron · 
Nation
Pont de Levallois - Bécon · 
Anatole France · 
Louise Michel · 
Porte de Champerret · 
Pereire · 
Wagram · 
Malesherbes · 
Villiers · 
Europe · 
Saint-Lazare · 
Havre - Caumartin · 
Opéra · 
Quatre-Septembre · 
Bourse · 
Sentier · 
Réaumur - Sébastopol · 
Arts et Métiers · 
Temple · 
République · 
Parmentier · 
Rue Saint-Maur · 
Père Lachaise · 
Gambetta · 
Porte de Bagnolet · 
Gallieni